# Tetracarpaea
{{#ifeq:0|0|{{#if:|{{#if:Tetracarpaeatasmannica|[[]}}|}}}}
Tetracarpaea — єдиний рід із родини квіткових рослин Tetracarpaeaceae. Деякі систематики поміщають його в родину Haloragaceae sensu lato, розширюючи цю родину від його традиційного опису до Penthorum і Tetracarpaea, а іноді також Aphanopetalum.
У Tetracarpaea є один вид, Tetracarpaea tasmannica, вічнозелений кущовий чагарник із субальпійських районів Тасманії. Має різну висоту від 1,5 до 10 дм. Листя блискуче і дрібне, з помітними жилками, а кінці гілок переповнені дрібними білими квітками. У культурі не відомий, але вирощується з живців.
Tetracarpaea має дивне поєднання ознак, і протягом дев'ятнадцятого та двадцятого століть його спорідненість залишалася неясною. Різні автори класифікували його по-різному, зазвичай із значною невизначеністю. Молекулярно-філогенетичний аналіз послідовностей ДНК показав, що Tetracarpaea є членом альянсу Haloragaceae, неофіційної групи, що складається з родин Aphanopetalaceae, Tetracarpaeaceae, Penthoraceae та Haloragaceae.